# Villogorgia elegans
Villogorgia elegans is een zachte koraalsoort uit de familie Plexauridae. De koraalsoort komt uit het geslacht Villogorgia. Villogorgia elegans werd in 1972 voor het eerst wetenschappelijk beschreven door Tixier-Durivault. 